# Menfis
Menfis fue la capital del Imperio Antiguo de Egipto y del nomo I del Bajo Egipto. Estaba situada al sur del delta del río Nilo, en la región que se encuentra entre el Bajo y el Alto Egipto. 

## Nombres de la ciudad
Nombres egipcios: Ineb-hedy, Anj-tauy, Men-Nefer y Hut-ka-Ptah. Nombre griego: Menfis (Μεμφις). Nombre bíblico: Noph o Movh. Nombre árabe: Mit Rahina.
En el Antiguo Egipto se la conoció como Ineb-hedy (inb ḥḏ), "Muro blanco". Durante el Imperio Medio como Anj-tauy "Balanza de las Dos Tierras". También como Men Nefer (Mn-nfr) "Estable en Belleza", helenizado en Menfis y Hut-ka-Ptah (ḥu.t-k3-Ptḥ) "el templo del ka de Ptah" de donde algunos creen que provendría el término dado por los escritores griegos al país, Aίγυπτoς Aiguptos, la romana ÆGYPTVS, y la posterior denominación Egipto, aunque los griegos nunca escribieron el nombre de Ptah como Ptos, sino como Ptah, siendo la explicación más probable para el nombre de Aίγυπτoς (Egyptos), la que da Estrabón: que derivaría del nombre que los griegos daban a Egipto, por hallarse este al sur del mar Egeo, o bien por el nombre de Copto, que en griego se escribía como γυπτoς (Gyptos).
Muro blanco: Ineb-hedy, Inebu-hedy, Men-nefer, Hut-ka-Ptah.
|  |

|  |

|  |

|  |

|  |

|  |

|  |

|  |

## Historia
Fue fundada alrededor del 3050 a. C. por el primer faraón de Egipto, Menes; las ruinas de la ciudad se encuentran a 19 km al sur de El Cairo, en la ribera occidental del Nilo. El dios local fue Ptah.
Durante gran parte de la historia egipcia, Menfis fue la ciudad más importante del país y el centro económico del reino, capital indiscutible desde la dinastía I a la VIII, resurgiendo durante el reinado de Ramsés II y Merenptah. Cuando otras ciudades como Tebas, Pi-Ramsés, Tanis o Sais ostentaron la capitalidad, seguía siendo denominada Balanza de las Dos Tierras, el más importante centro del país.
Se estima que Menfis fue la ciudad más poblada del mundo hasta el año 2250 a. C.; en el momento de mayor auge pudo tener más de quinientos mil habitantes.
Tebas sucedió a Menfis, c. de 2040 a. C., como capital durante la undécima dinastía egipcia, siendo durante unos mil quinientos años la capital del Antiguo Egipto, salvo cortos periodos. Asarhaddón de Asiria, en 661 a. C., y Asurbanipal, saquearon la ciudad originando su declive.
La fundación de Alejandría, en 331 a. C., supuso el fin de la hegemonía menfita. Los ptolomeos y después los emperadores romanos consideraban Alejandría como la gran capital de Egipto, y el resto del país, con la tres veces milenaria Menfis incluida, cayó en el olvido y la pobreza. Fue definitivamente abandonada en 641 y sus ruinas se convirtieron en cantera de materiales para los asentamientos cercanos. Gran parte de sus restos fueron utilizados para edificar la nueva capital egipcia, El Cairo.
Las ruinas del templo de Ptah han sido excavadas, desenterrándose muchas estatuas, como las de Ramsés II, expuestas en varios museos.

## Patrimonio de la Humanidad
En 1979 el conjunto de Menfis con sus necrópolis y campos de pirámides (Guiza, Abusir, Saqqara y Dahshur) fue declarado Patrimonio de la Humanidad por la Unesco, con el nombre de Menfis y su necrópolis - Zonas de las pirámides desde Guiza hasta Dahshur.

## Museo de Menfis (Mit Rahina)
En la zona donde se erigió la ciudad de Menfis, actualmente se encuentra el poblado denominado Mit Rahina, el cual contiene una gran esfinge, varias estatuas colosales de Ramsés II y otros restos arqueológicos; resultado de varias excavaciones, se ha organizado un museo al aire libre y una sala cubierta para custodiarlas.
|  |  |  |  |

- Situación del museo: 29°50′58″N 31°15′16″E / 29.84944, 31.25444

## Citas de Menfis en la Biblia
La milenaria ciudad de Menfis se cita en los siguientes pasajes de la Biblia:
Isaías
Jeremías
Jeremías
Jeremías
Jeremías
Ezequiel
Ezequiel
Oseas

## Relatos históricos y exploración
El emplazamiento de Menfis es famoso desde la antigüedad y se cita en numerosas fuentes antiguas, tanto egipcias como extranjeras. Los registros diplomáticos hallados en diferentes yacimientos han detallado la correspondencia entre la ciudad y los diversos imperios contemporáneos del Mediterráneo, Próximo Oriente Antiguo y África. Entre ellos se encuentran, por ejemplo, las Cartas de Amarna, que detallan el comercio llevado a cabo por Menfis con los soberanos de Babilonia y las diversas ciudades-estado de Líbano. Las proclamaciones de los reyes asirios posteriores citan a Menfis entre su lista de conquistas.

### Exploración temprana

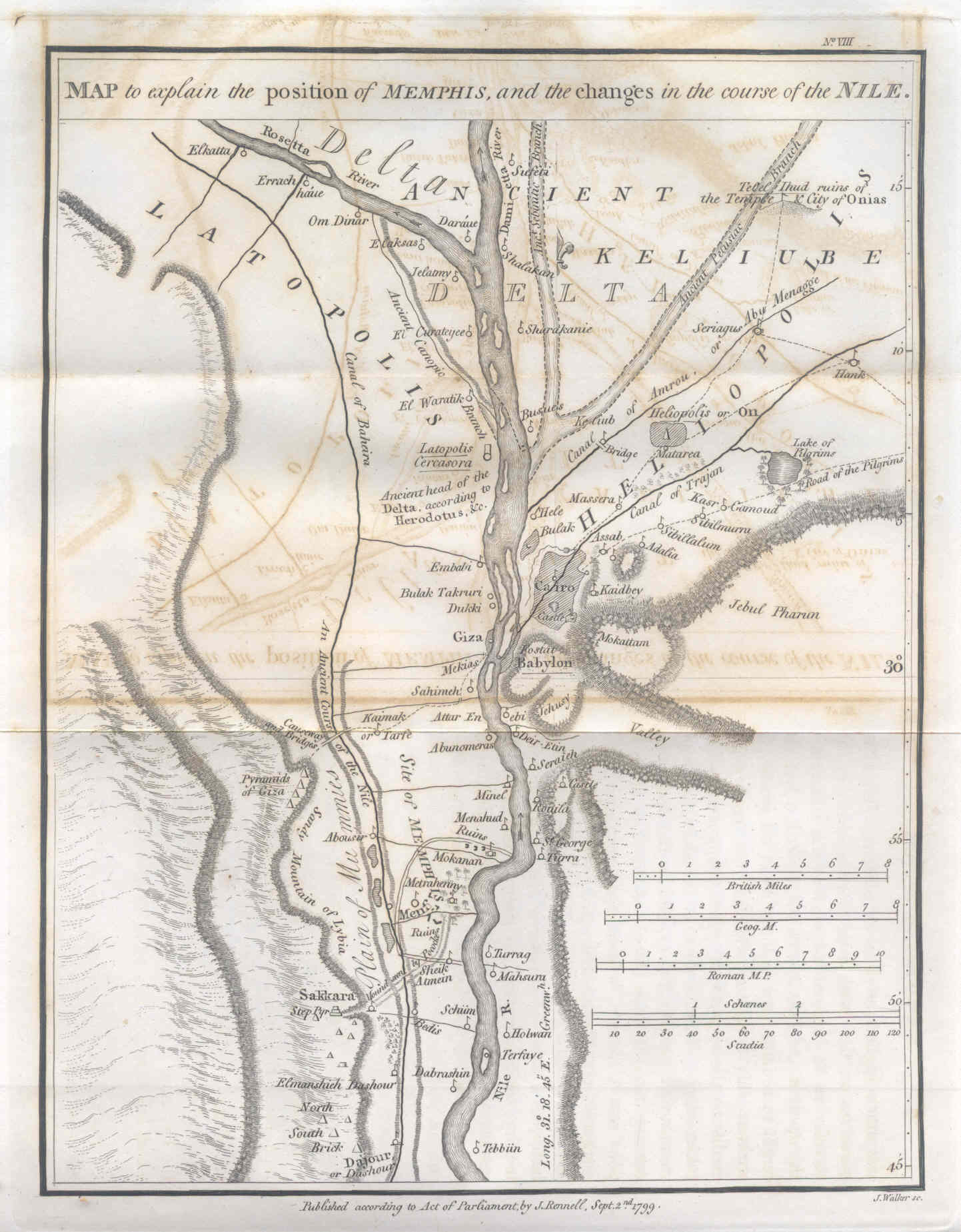
Mapa de James Rennell de Memphis y El Cairo en 1799, mostrando los cambios en el curso del río Nilo.

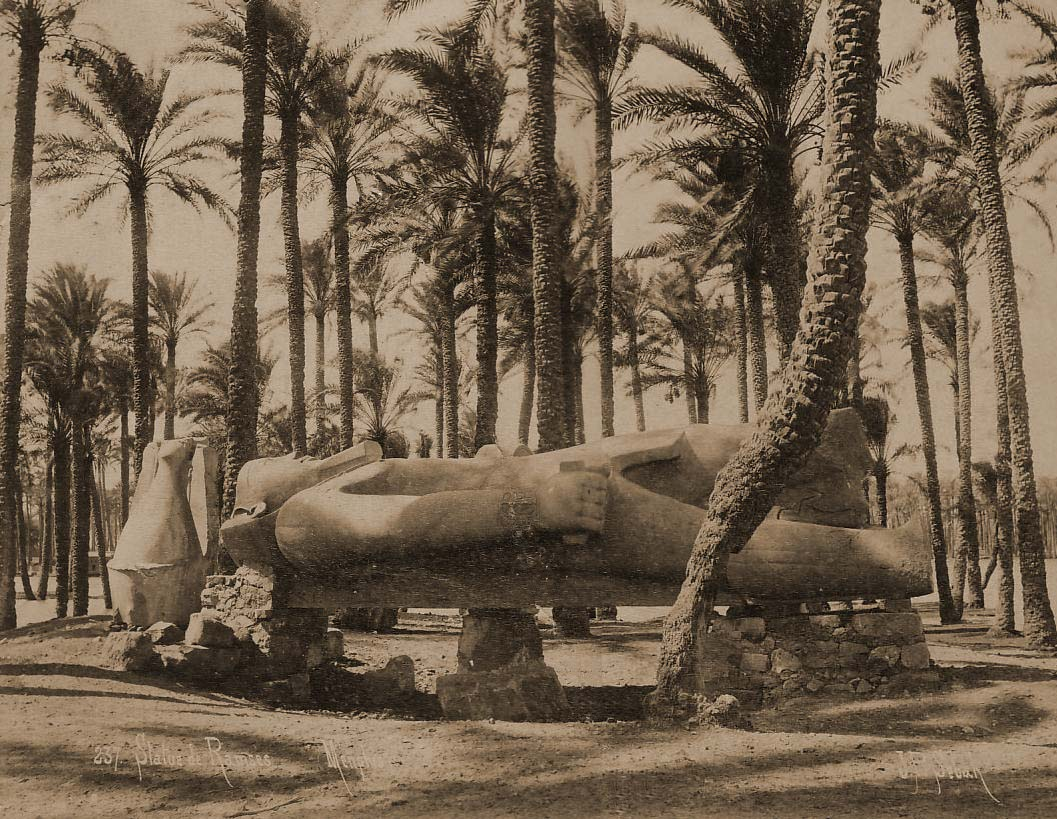
Estatua de Ramsés II, descubierta en Menfis por Joseph Hekekyan